# خط طول 102° شرق
خط طول 102° شرق هو أحد خطوط الطول الجغرافية، والتي تمتد من القطب الشمالي الجغرافي إلى القطب الجنوبي الجغرافي، وحسب التحويل الزمني يتقدم خط طول 102° شرق عن خط غرينتش بـ6 ساعات و48 دقيقة.

## من القطب إلى القطب
ينطلق خط طول 102° شرق من القطب الشمالي نحو القطب الجنوبي مرورا بالمناطق التي ترد في الجدول التالي:
| الإحداثيات                           | البلد أو الإقليم أو البحر | ملاحظات |
| ------------------------------------ | ------------------------- | --- |
| 90°0′N 102°0′E / 90.000°N 102.000°E  | المحيط المتجمد الشمالي    | |
| 80°23′N 102°0′E / 80.383°N 102.000°E | بحر لابتيف                | |
| 79°15′N 102°0′E / 79.250°N 102.000°E | روسيا                     | كراسنويارسك كراي — جزيرة البلاشفة, سيفيرينيا زيمليا |
| 78°11′N 102°0′E / 78.183°N 102.000°E | بحر كارا                  | |
| 77°18′N 102°0′E / 77.300°N 102.000°E | روسيا                     | كراسنويارسك كراي إركوتسك أوبلاست — من 58°29′N 102°0′E / 58.483°N 102.000°E بورياتيا — من 52°13′N 102°0′E / 52.217°N 102.000°E |
| 51°23′N 102°0′E / 51.383°N 102.000°E | منغوليا                   | |
| 42°17′N 102°0′E / 42.283°N 102.000°E | جمهورية الصين الشعبية     | منغوليا الداخلية قانسو — لحوالي 14 km من 39°7′N 102°0′E / 39.117°N 102.000°E Inner Mongolia — لحوالي 23 km من 39°0′N 102°0′E / 39.000°N 102.000°E Gansu — من 38°47′N 102°0′E / 38.783°N 102.000°E تشينغهاي — من 37°42′N 102°0′E / 37.700°N 102.000°E Gansu — من 34°55′N 102°0′E / 34.917°N 102.000°E Qinghai — من 34°30′N 102°0′E / 34.500°N 102.000°E Gansu — من 34°5′N 102°0′E / 34.083°N 102.000°E سيتشوان — من 33°10′N 102°0′E / 33.167°N 102.000°E يونان (الصين) — من 26°5′N 102°0′E / 26.083°N 102.000°E |
| 22°26′N 102°0′E / 22.433°N 102.000°E | لاوس                      | |
| 18°8′N 102°0′E / 18.133°N 102.000°E  | تايلاند                   | |
| 12°32′N 102°0′E / 12.533°N 102.000°E | خليج تايلاند              | |
| 6°18′N 102°0′E / 6.300°N 102.000°E   | تايلاند                   | |
| 6°2′N 102°0′E / 6.033°N 102.000°E    | ماليزيا                   | |
| 2°22′N 102°0′E / 2.367°N 102.000°E   | مضيق ملقا                 | |
| 1°37′N 102°0′E / 1.617°N 102.000°E   | إندونيسيا                 | جزر بانغكاليس و سومطرة |
| 3°31′S 102°0′E / 3.517°S 102.000°E   | المحيط الهندي             | مرورا بغرب Enggano Island, إندونيسيا (في 5°21′S 102°5′E / 5.350°S 102.083°E) |
| 60°0′S 102°0′E / 60.000°S 102.000°E  | المحيط الجنوبي            | |
| 65°44′S 102°0′E / 65.733°S 102.000°E | القارة القطبية الجنوبية   | الإقليم الأسترالي في القارة القطبية الجنوبية, المطالب الإقليمية بالقارة القطبية الجنوبية by أستراليا |